# Psicología ambiental
La psicología ambiental
es un campo interdisciplinario que se centra en la interacción entre las personas y su entorno. Examina la forma en que el entorno natural y los entornos construidos conforman a los individuos. El campo define el término entorno en términos generales, que abarca entornos naturales, entornos sociales, entornos creados, entornos de aprendizaje y entornos informativos. La psicología ambiental no fue plenamente reconocida como su propio campo, hasta finales de la década de 1960, cuando los científicos comenzaron a cuestionar el vínculo entre el comportamiento humano y nuestros entornos naturales y construidos. Desde su concepción, el campo se ha comprometido con el desarrollo de una disciplina orientada al valor y al problema, priorizando la investigación dirigida a resolver problemas ambientales complejos en la búsqueda del bienestar individual dentro de una sociedad más amplia.            Cuando se resuelven problemas que involucran interacciones entre el ser humano y el medio ambiente, ya sean globales o locales, uno debe tener un modelo de la naturaleza humana que predice las condiciones ambientales bajo las cuales los humanos responderán bien. Este modelo puede ayudar a diseñar, administrar, proteger y/o restaurar entornos que mejoran el comportamiento razonable, predecir los resultados probables cuando no se cumplen estas condiciones y diagnosticar situaciones problemáticas. El campo desarrolla un modelo de la naturaleza humana de este tipo al tiempo que mantiene un enfoque amplio e intrínsecamente multidisciplinario. Explora aspectos tan diferentes como la gestión de recursos de propiedad común, la orientación en entornos complejos, el efecto del estrés ambiental en el desempeño humano, las características de los entornos restaurativos, el procesamiento de información humana y la promoción de un comportamiento de conservación duradero. Últimamente, junto con un mayor enfoque en el cambio climático en la sociedad y las ciencias sociales y el resurgimiento de las preocupaciones de los límites al crecimiento, se ha puesto un mayor énfasis en los temas de sostenibilidad ambiental dentro del campo.
Este paradigma multidisciplinario no solo ha caracterizado la dinámica por la cual se espera que se desarrolle la psicología ambiental. También ha sido el catalizador para atraer a otras escuelas de conocimiento en su búsqueda, además de los psicólogos de investigación, geógrafos, economistas, arquitectos paisajistas, políticos, sociólogos, antropólogos, educadores y desarrolladores de productos han descubierto y participado en este campo. Si bien la "psicología ambiental" es posiblemente la descripción más conocida y completa del campo, también se la conoce como ciencia de los factores humanos, ergonomía cognitiva, psicología ecológica, ecopsicología, estudios ambientales y de comportamiento, y estudios personales y ambientales. Los campos estrechamente relacionados incluyen la psicología arquitectónica, la socioarquitectura, la geografía del comportamiento, la sociología ambiental, la ecología social y la investigación del diseño ambiental.

## Historia
Se desconocen los orígenes de este campo de estudio, sin embargo, se dice que Willy Hellpach es el primero en mencionar la "psicología ambiental". Uno de sus libros, Geopsyche, analiza temas como la forma en que el sol y la luna afectan la actividad humana, el impacto de los ambientes extremos y los efectos del color y la forma (Pol, E., 2006, Blueprints para una historia de la psicología ambiental ( I): Desde el primer nacimiento hasta la transición estadounidense, "Medio Ambiente y Comportamiento Humano", 7 (2), 95-113). Entre los otros académicos importantes en las raíces de la psicología ambiental estaban Jakob von Uexküll, Kurt Lewin, Egon Brunswik, y más tarde Gerhard Kaminski y Carl Friedrich Graumann. 
El psicólogo Kurt Lewin (1890-1947) fue uno de los primeros en dar importancia a la relación entre los seres humanos y el medio ambiente. Su objetivo era determinar la influencia que el medio ambiente tiene sobre las personas, las relaciones que establecen con él, la forma en que las personas actúan, reaccionan y se organizan como el medio ambiente. 
El final de la Segunda Guerra Mundial provocó una mayor demanda de desarrollos en el campo de la psicología social, particularmente en las áreas de cambio de actitud, procesos de grupos pequeños y conflictos intergrupales. Esta demanda hizo que los psicólogos comenzaran a aplicar las teorías de la psicología social a una serie de problemas sociales como el prejuicio, la guerra y la paz. Se pensó que si se abordaran estos problemas, surgirían nociones y principios subyacentes. 
Aunque este período fue crucial para el desarrollo del campo, las metodologías utilizadas para llevar a cabo los estudios eran cuestionables. [¿Según quién?] En ese momento, los estudios se estaban realizando en un entorno de laboratorio, lo que causó algunas dudas [¿a quién? ] en cuanto a su validez en el mundo real. En consecuencia, los psicólogos ambientales comenzaron a realizar estudios fuera del laboratorio, lo que permite que el campo continúe progresando. [Cita requerida] Hoy en día, la psicología ambiental se aplica a muchas áreas diferentes, como la arquitectura y el diseño, los programas de televisión y los anuncios.

## Orientación
La psicología ambiental es un estudio directo de la relación entre un entorno y cómo ese entorno afecta a sus habitantes. Los aspectos específicos de este trabajo de campo son identificar un problema y, a través de la identificación de dicho problema, descubrir una solución. Por lo tanto, es necesario que la psicología ambiental esté orientada hacia los problemas.
Un aspecto importante de un campo orientado a los problemas es que al identificar los problemas, las soluciones surgen de la investigación adquirida. Las soluciones pueden ayudar a hacer que la sociedad funcione mejor en conjunto y crear una gran cantidad de conocimiento sobre el funcionamiento interno de las sociedades. El psicólogo ambiental Harold Proshansky analiza cómo el campo también está "orientado a los valores" debido al compromiso del campo de mejorar la sociedad a través de la identificación de problemas.  Proshansky discute la importancia de no solo entender el problema sino también la necesidad de una solución. Proshansky también señala algunos de los problemas de un enfoque orientado a los problemas para la psicología ambiental. Primero, los problemas que se identifican deben estudiarse bajo ciertas especificaciones: deben ser continuos y que ocurren en la vida real, no en un laboratorio. En segundo lugar, las nociones sobre los problemas deben derivarse directamente de la fuente, lo que significa que deben provenir directamente del entorno específico donde se está produciendo el problema. Las soluciones y la comprensión de los problemas no pueden provenir de un entorno que se haya construido y modelado para que parezca la vida real. La psicología ambiental debe reflejar la sociedad real, no una sociedad construida en un entorno de laboratorio. La difícil tarea del psicólogo ambiental es estudiar los problemas a medida que ocurren en la vida cotidiana.  Es difícil rechazar todas las investigaciones de laboratorio porque los experimentos de laboratorio son donde las teorías pueden probarse sin dañar el entorno real o pueden servir como modelos cuando se prueban soluciones. Proshansky también señala este punto, discutiendo la dificultad en el enfoque orientado a problemas en general. Afirma que es importante, sin embargo, que el psicólogo ambiental utilice todos los aspectos de la investigación y el análisis de los hallazgos y tenga en cuenta tanto los aspectos generales como los aspectos individualizados de los problemas.
La psicología ambiental aborda los problemas ambientales como la densidad y el hacinamiento, la contaminación acústica, la vida por debajo del estándar y la decadencia urbana.  El ruido aumenta el estrés ambiental. Aunque se ha encontrado que el control y la previsibilidad son los factores más importantes en los efectos estresantes del ruido; contexto, tono, fuente y habitación también son variables importantes. Los psicólogos ambientales han teorizado que la densidad y el hacinamiento también pueden tener un efecto adverso en el estado de ánimo y pueden causar enfermedades relacionadas con el estrés. Para comprender y resolver los problemas ambientales, los psicólogos ambientales creen que los conceptos y principios deben provenir directamente de los entornos físicos y los problemas que se analizan. 
Por ejemplo, los factores que reducen la sensación de aglomeración dentro de los edificios incluyen:
- Windows: en particular, los que se pueden abrir y los que proporcionan una vista y luz.
- Techos altos
- Puertas para dividir espacios (Baum y Davies)  y proporcionar control de acceso
- Forma de la habitación: las habitaciones cuadradas se sienten menos abarrotadas que las rectangulares (Dresor)
- Uso de particiones para crear espacios más pequeños y personalizados dentro de una oficina de planta abierta o espacio de trabajo más grande.
- Proporcionar aumentos en el control cognitivo sobre aspectos del entorno interno, como la ventilación, la luz, la privacidad, etc.
- Llevar a cabo una evaluación cognitiva de un entorno y sentimientos de aglomeración en diferentes entornos. Por ejemplo, uno puede sentirse cómodo con la multitud en un concierto pero no en los pasillos de la escuela.
- Creando un espacio defendible (Calhoun)

## La relación entre la naturaleza y la psicología humana

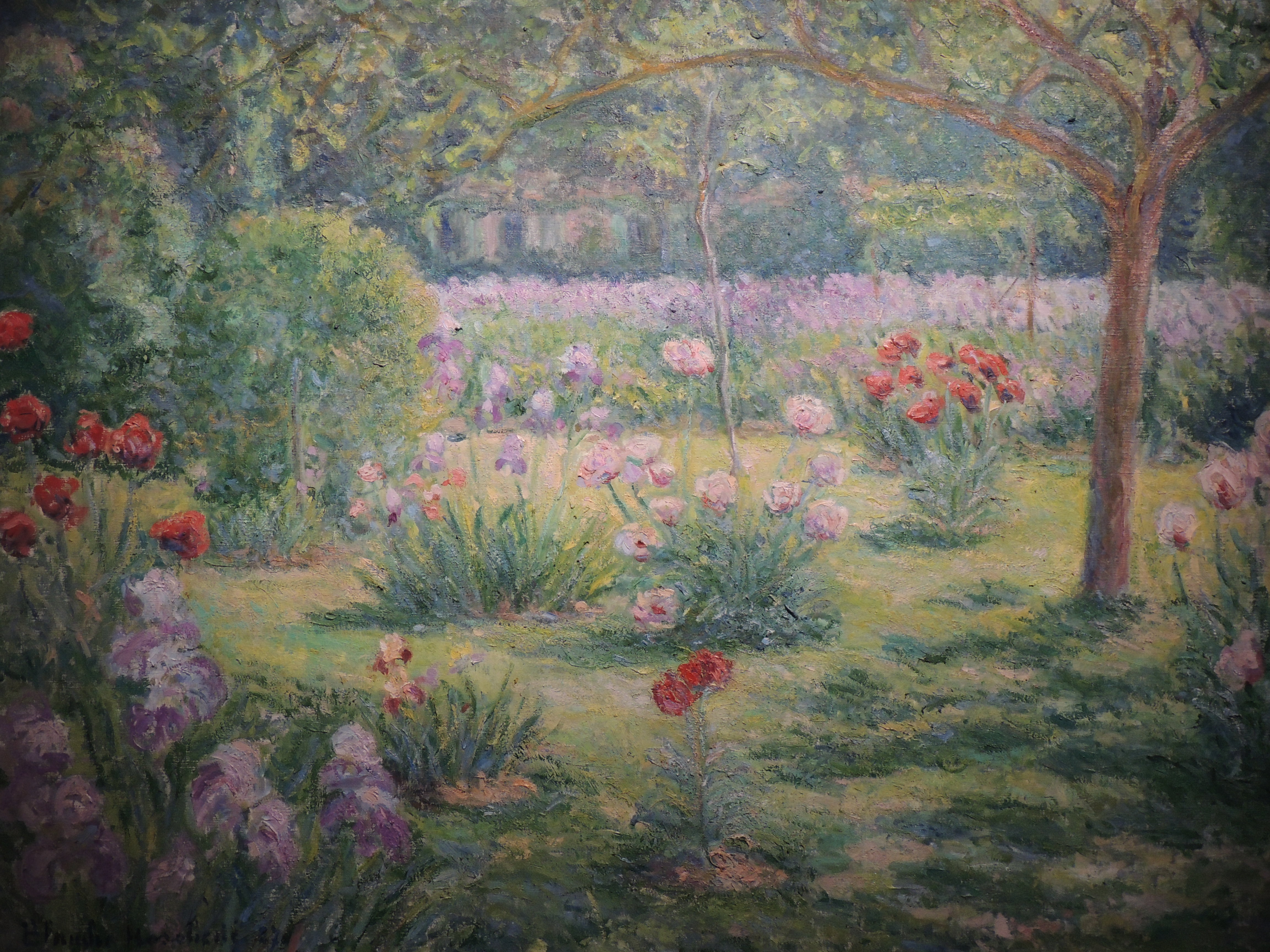
Archivo:Le Jardin de Monet (Hoschedé-Monet).jpg

La conexión entre la naturaleza y la psicología humana ha sido objeto de estudio y reflexión durante siglos. La naturaleza, ha cautivado y fascinado a los seres humanos desde tiempos inmemoriales. Al mismo tiempo, la psicología humana, ha sido un tema de interés y exploración constante. En la intersección de estos dos campos surge una relación que impacta en nuestra salud mental, bienestar emocional y calidad de vida en general.
La conexión entre la naturaleza y la psicología humana se basa en la idea de que somos parte de un ecosistema más amplio y que nuestra relación con el entorno natural es fundamental para nuestro desarrollo y equilibrio. A lo largo de la evolución humana, hemos estado íntimamente ligados a la naturaleza, dependiendo de ella para nuestra supervivencia y encontrando en ella inspiración y consuelo.
La investigación científica respalda cada vez más la idea de que la exposición regular a entornos naturales tiene numerosos beneficios para nuestra salud mental y bienestar. Estar en contacto con la naturaleza reduce el estrés, mejora el estado de ánimo y aumenta los sentimientos de calma y tranquilidad. La simple presencia de elementos naturales, como árboles, plantas y cuerpos de agua, puede tener un efecto positivo en nuestra psicología, ayudándonos a recuperarnos del agotamiento mental y restaurando nuestra atención y enfoque.
Los beneficios psicológicos individuales, la conexión con la naturaleza también tiene un impacto en nuestra interacción con los demás y en la construcción de comunidades saludables. Los espacios verdes y las áreas naturales promueven la cohesión social, fomentando el contacto interpersonal y la participación comunitaria. Los parques, jardines y espacios abiertos se convierten en lugares de encuentro, donde las personas pueden conectarse, compartir experiencias y fortalecer vínculos emocionales.
Sin embargo, en la era moderna, estamos cada vez más alejados de la naturaleza. El estilo de vida acelerado, las demandas laborales y el constante uso de dispositivos electrónicos nos mantienen alejados de los entornos naturales. Este distanciamiento tiene consecuencias negativas para nuestra salud mental y bienestar. La industrialización de nuestras vidas ha llevado a un aumento en los trastornos relacionados con el estrés, la ansiedad y la depresión.

### Beneficios de la exposición a entornos naturales
Desde el campo de la psicología, se han realizado estudios que demuestran las conexiones entre la presencia de espacios verdes y la salud mental. La salud mental se refiere al estado de bienestar que permite a las personas desarrollar sus habilidades, enfrentar el estrés cotidiano, trabajar de manera productiva y significativa, y contribuir de forma significativa a sus comunidades. Así mismo, pasar tiempo al aire libre, lejos de las distracciones y la estimulación constante de la vida urbana, permite que nuestra mente descanse y se recargue. Esto puede fomentar la creatividad y mejorar el rendimiento cognitivo en general.

### Importancia de promover áreas verdes y de conservación
Los habitantes urbanos suelen tener niveles más bajos de contacto con la naturaleza, lo cual puede influir en una mayor prevalencia de problemas sociales y de salud en comparación con los grupos rurales.
En este sentido, la promoción de áreas verdes y la conservación de espacios naturales son de vital importancia para mejorar la calidad de vida de las personas y el bienestar de las comunidades. Las áreas verdes proporcionan un entorno propicio para la actividad física y el ejercicio al aire libre. Está científicamente comprobado que la conexión con la naturaleza reduce el estrés, mejora el estado de ánimo, aumenta la concentración y disminuye los problemas de salud mental, como la ansiedad y la depresión. Además, los espacios verdes ofrecen oportunidades para el descanso, el recreo y la interacción social, lo que contribuye al bienestar general de las personas.
Igualmente, la presión de la ciudad y sus consecuencias psicoambientales traen consigo impactos psicológicos y emocionales que pueden experimentar las personas debido al entorno urbano en el que viven. Por ejemplo:
1. Estrés y ansiedad: Las ciudades suelen ser entornos agitados y con altos niveles de estrés. El ruido constante, el tráfico intenso, las multitudes y el ritmo acelerado de vida pueden generar estrés crónico en las personas. Este estrés crónico puede dar lugar a ansiedad, irritabilidad, agotamiento y dificultades para relajarse y descansar adecuadamente.[10]
2. Sobrecarga sensorial: El entorno urbano está lleno de estímulos sensoriales abrumadores. Los colores brillantes, los anuncios publicitarios, las luces intensas, los olores fuertes y la cantidad de información visual y auditiva pueden sobrecargar nuestros sentidos. Esta sobrecarga sensorial constante puede contribuir al agotamiento mental, la irritabilidad y la dificultad para concentrarse.[10]